# Amblyomma dubitatum
Amblyomma dubitatum (лат.) — вид клещей рода Amblyomma из семейства Ixodidae. Южная Америка: Аргентина, Боливия, Бразилия, Парагвай и Уругвай. Паразитируют на млекопитающих, главным образом, на капибарах (Hydrochoerus hydrochaeris), а также на тапирах. Вид был впервые описан в 1899 году зоологом Л. Г. Ньюманном (Neumann, L. G. 1899).
Переносчики риккетсий Rickettsia bellii.